# Ayako Fujitani
 (janvier 2020).
Si vous disposez d'ouvrages ou d'articles de référence ou si vous connaissez des sites web de qualité traitant du thème abordé ici, merci de compléter l'article en donnant les références utiles à sa vérifiabilité et en les liant à la section « Notes et références ».
Ayako Fujitani (藤谷 文子, Fujitani Ayako, née le  7 décembre 1979, dans l'arrondissement Yodogawa-ku à Ōsaka au Japon) est une écrivaine et actrice japonaise.

## Biographie
Ayako Fujitani a notamment joué dans le film Sansa (2003) et elle est plus connue pour son rôle dans la série Heisei Gamera (1995-1999) réalisé par Shūsuke Kaneko. Elle a joué aussi dans un épisode de Ultraman Max.
Elle a écrit une courte nouvelle, Shiki-jitsu, basée sur ses réflexions personnelles du fait de ses difficultés en tant que métis et son adolescence dans le milieu japonais, le manque de relation paternelle et son éloignement. L'histoire a été adaptée dans un film réalisé par Hideaki Anno, avec Fujitani dans son propre rôle.

### Vie privée
Ayako Fujitani est la fille de Steven Seagal et de sa première femme Miyako Fujitani. Son frère, Kentaro Seagal, est également acteur.

## Filmographie
- 1995 : Gamera daikaijû kuchu kessen (Gamera: The Guardian of the Universe)
- 1996 : Gamera 2: Region shurai (Gamera 2: Assault of the Legion)
- 1998 : The Patriot
- 1999 : Gamera 3: Iris kakusei (Gamera: Revenge of Iris)
- 2000 : Kurosufaia
- 2000 : Shiki-jitsu
- 2001 : Sansa
- 2008 : Tokyo!